# Riemann-Siegel-thèta-functie
In de getaltheorie, een deelgebied van de wiskunde, wordt de Riemann–Siegel-thèta-functie in termen van de gammafunctie gedefinieerd als
{\displaystyle \theta (t)=\arg \left(\Gamma \left({\frac {2it+1}{4}}\right)\right)-{\frac {\log \pi }{2}}t}
voor reële waarden van t. Hier wordt het argument zodanig gekozen dat een continue functie wordt verkregen en dat {\displaystyle \theta (0)=0} houdt, dat wil zeggen op dezelfde wijze als de principale tak van de log gammafunctie wordt gedefinieerd.
De Riemann-Siegel-thèta-functie heeft een asymptotische expansie
{\displaystyle \theta (t)\sim {\frac {t}{2}}\log {\frac {t}{2\pi }}-{\frac {t}{2}}-{\frac {\pi }{8}}+{\frac {1}{48t}}+{\frac {7}{5760t^{3}}}+\cdots }
die niet convergent, maar waarvan de eerste paar termen een goede benadering geven voor {\displaystyle t\gg 1}. 
Haar Taylor-reeks die op 0 convergeert voor {\displaystyle |t|<1/2} is
{\displaystyle \theta (t)=-{\frac {t}{2}}\log \pi +\sum _{k=0}^{\infty }{\frac {(-1)^{k}\psi ^{(2k)}\left({\frac {1}{4}}\right)}{(2k+1)!}}\left({\frac {t}{2}}\right)^{2k+1}}
waar {\displaystyle \psi ^{(2k)}} de polygammafunctie van orde {\displaystyle 2k} voorstelt. 
De Riemann-Siegel-thèta-functie is van belang bij het bestuderen van de Riemann-zèta-functie, omdat deze thèta-functie de Riemann-zèta-functie zodanig kan roteren dat het de geheel reëel-gewaardeerde Z-functie op de kritieke lijn {\displaystyle s=1/2+it} wordt.